# Nicolás Numair
Nicolás Numair (* 6. Mai 2002) ist ein chilenischer Leichtathlet, der sich auf den Hochsprung spezialisiert hat.

## Sportliche Laufbahn
Erste internationale Erfahrungen sammelte Nicolás Numair im Jahr 2019, als er bei den U20-Panamerikameisterschaften in San José mit übersprungenen 2,14 m die Bronzemedaille im Hochsprung gewann. 2021 gewann er bei den U23-Südamerikameisterschaften in Guayaquil mit 2,12 m die Silbermedaille hinter dem Brasilianer Elton Petronilho. Im Dezember gelangte er bei den erstmals ausgetragenen Panamerikanischen Juniorenspielen in Cali mit 2,10 m den sechsten Platz. Im Jahr darauf gelangte er bei den Ibero-Amerikanischen Meisterschaften in La Nucia mit 2,18 m auf den sechsten Platz und siegte dann mit derselben Höhe bei den Juegos Bolivarianos in Valledupar. Ende September gewann er bei den U23-Südamerikameisterschaften in Cascavel mit 2,13 m die Bronzemedaille hinter dem Brasilianer Elton Petronilho und seinem Landsmann Pedro Álamos. Kurz darauf sicherte er sich auch bei den Südamerikaspielen in Asunción mit 2,10 m die Bronzemedaille hinter dem Brasilianer Thiago Moura und Gilmar Devinson aus Kolumbien. 2024 belegte er bei den Ibero-Amerikanischen Meisterschaften in Cuiabá mit 2,10 m den fünften Platz und im September siegte er mit 2,09 m bei den U23-Südamerikameisterschaften in Bucaramanga. Im Jahr darauf erreichte er bei den World University Games in Bochum mit 2,17 min Rang acht.
2024 wurde Numair chilenischer Meister im Hochsprung.